# August Ponschab

August Ponschab

August Ponschab (* 4. Juli 1869 bei Ingolstadt; † 20. Januar 1944 ebenda) war ein deutscher Politiker (Zentrum, BVP).

## Leben und Wirken
Ponschab wurde als Sohn eines Brauereibesitzers geboren. Von 1875 bis 1879 besuchte er die Knabenschule in Ingolstadt und von 1885 bis 1886 die Brauereischule in Augsburg. Anschließend übernahm er die Brauerei und das Gut des Vaters bei Ingolstadt. Ponschab heiratete zweimal, 1894 und 1899, und überlebte beide Frauen.
Im deutschen Kaiserreich engagierte Ponschab sich in der katholisch geprägten Zentrumspartei. Für diese wurde er 1912 für den Reichstagswahlkreis Oberbayern 4 (Ingolstadt-Pfaffenhofen-Freising) in den Reichstag gewählt, dem er zunächst bis zum Zusammenbruch der Monarchie im November 1918 angehörte.
Nach dem Ende des Ersten Weltkrieges verließ Ponschab die Zentrumspartei und wechselte in die Ende 1918 neugegründete Bayerische Volkspartei (BVP). Im Juni 1920 wurde er für diese als Kandidat für den Wahlkreis 27 (Oberbayern-Schwaben) in den Reichstag gewählt, dem er bis zum Mai 1924 angehörte.
In seiner Ingolstädter Heimat amtierte Ponschab zeitweise als zweiter Bürgermeister; nach der „Machtergreifung“ musste er auf Druck der NSDAP am 25. März 1933 zurücktreten. Nach Auskunft von Familienangehörigen zerstörte er bei Ausbruch des Zweiten Weltkrieges sein Radiogerät und lebte fortan völlig zurückgezogen.
Heute erinnert in Ingolstadt ein nach ihm benanntes Studentenwohnheim an sein Leben.